# Acradunte
Acradunte (in greco antico: Ἀχραδοῦς?, Achradús) era una località dell'antica Attica. Nonostante in alcune fonti compaia come una storpiatura del nome del demo di Acherdunte, alcune iscrizioni confermano che era un villaggio a sé stante probabilmente dipendente dal demo di Ionide.